# ياسويوكي أكايكا
ياسويوكي أكايكا (باليابانية: 赤池 保幸) (18 مايو 1974 في شيزوكا في اليابان – )؛ هو لاعب كرة قدم سابق كان يلعب كحارس مرمى.